# Andreas Christoph Lindenhan
Andreas Christoph Lindenhan (* 17. Februar 1774 in Hadersleben; † 31. Dezember 1836 ebenda) war ein deutsch/dänischer Dichter, Bürgermeister und Jurist.
Er studierte die Rechte in Kiel und bestand 1793 das Staatsexamen. Danach wurde er Anwalt in Hadersleben. 1814 wurde er zum Bürgermeister und Polizeimeister ernannt, was er bis zu seinem Tod blieb.  1825 wurde er zum königlich-dänischen Justizrat ernannt.
Er hinterließ 10 Kinder: 3 Söhne, 7 Töchter.

## Werke (Auswahl)
- „Adelaide“,1815, ein Gedicht in sieben Gesängen
- „Dichtungen“, 1822, eine Sammlung kleinerer Gedichte
- „Unsterblichkeit", 2823 ein Gedicht in zwei Gesängen“
- „Das gerettete Malta“ 1829

Neben seiner Dichtung verfasst er auch Biographien über Hans den Aelteren und Adolph I.
Ferner verfasste er auch viele Aufsätze allgemeinen und philosophischen Inhalts, als
auch über das Polizeiwesen.
Dazu historische Werke wie „Geschichtliche Darstellung der Streitigkeiten zwischen Dänemark und Holstein-Gottorp bis zum J. 1773 fortgesetzt“.